# Les Démons du maïs 3
Série Les Démons du maïs
Les Démons du maïs 2
(1993) Les Démons du maïs 4
(1996)
Pour plus de détails, voir Fiche technique et Distribution.
Les Démons du maïs 3 : Les Moissons de la terreur (Children of the Corn 3: Urban Harvest) est un film d'horreur américain réalisé par James D. R. Hickox en 1995.

## Synopsis
Le fermier Earl Hutch meurt dans d'horribles circonstances, et ses deux fils, Joshua et Eli, sont placés dans une famille adoptive à Chicago. Les deux enfants découvrent un monde entièrement nouveau, un monde de gangs, de tags et de musique rap. Peu à peu, Joshua s'adapte à cette nouvelle vie, tandis qu'Eli s'y refuse complètement. Doué d'étranges pouvoirs, il parvient à rallier d'autres enfants à sa terrifiante façon de penser, n'hésitant pas à tuer tous ceux qui s'opposent à lui…

## Fiche technique
- Titre original : Children of the Corn 3: Urban Harvest
- Titre : Les Démons du maïs 3 : Les Moissons de la terreur
- Réalisation : James D. R. Hickox
- Scénario : Dode B. Levenson, Matt Greenberg, d'après la nouvelle Children of the Corn de Stephen King
- Directeur de la photographie : Gerry Lively
- Musique : Daniel Licht
- Production : Jim Begg, Gary DePew, Anthony Hickox, Donald Paul Pemrick
- Pays d'origine : États-Unis
- Langue : Anglais
- Format : Couleur
- Genre : Horreur
- Durée : 92 minutes
- Date de sortie : 1995
- Film interdit aux moins de 16 ans lors de sa sortie en salles en France

## Distribution
- Daniel Cerny : Eli Porter
- Ron Melendez : Joshua Porter
- Jim Metzler : William Porter
- Nancy Lee Grahn : Amanda Porter
- Jon Clair : Malcolm Elkman
- Mari Morrow : Maria Elkman
- Michael Ensign : le père Frank Nolan
- Duke Stroud : Earl
- Rif Hutton : Arnold
- Garvin Funches : T-Loc
- Charlize Theron : une jeune femme